# Bitwa pod Atenami (199 p.n.e.)
Bitwa pod Atenami – starcie zbrojne, które miało miejsce w roku 199 p.n.e. 
W roku 199 p.n.e. Filip V na czele 5 000 żołnierzy piechoty i 300 jazdy wyruszył ku Beocji, kierując się na Ateny. Nadciągającą armię macedońską dostrzegli Ateńczycy z Akropolu, którzy ostrzegli mieszkańców miasta. Gdy nad ranem armia Filipa podeszła pod miasto, zastała dobrze przygotowanych obrońców na murach. Po chwilowym odpoczynku Macedończycy rozpoczęli szturm rozbijając grupę obrońców, która wyszła z bramy miasta na północno-zachodnim jego odcinku. Po gwałtownej walce, w której udział brał sam król, Ateńczycy utrzymali pozycje przy bramie. Filip wycofał się w bezpieczne miejsce a Ateńczycy zamykając bramy ukryli się ponownie za murami. W odwecie za niepowodzenie Filip nakazał spalić budynki na przedmieściach Aten m.in. świątynię Heraklesa. Wkrótce obrońców Aten wsparły dodatkowe wojska z Pergamonu oraz oddziały rzymskie, co spowodowało odwrót Macedończyków na Peloponez. 